# Баян (Жамбильський район)
Бая́н (каз. Баян) — село у складі Жамбильського району Північноказахстанської області Казахстану. Входить до складу Архангельського сільського округу.
Населення — 442 особи (2021; 644 особи(2009; 983 у 1999, 1164 у 1989).
Національний склад станом на 1989 рік:
- казахи — 100 %.